# Коста Божилов
Коста Божилов е български общественик, политик от Демократическата партия.

## Биография
Божилов е сред ръководителите на Демократическата партия в Пловдив. Бил е собственик на Байряктарския хан в квартал Кършияка. Между 1921 и 1922 е помощник-кмет и общински съветник в Пловдив. В периода 21 април-18 декември 1921 г. е изпълняващ длъжността кмет на мястото на Иван Кесяков срещу който е възбудено наказателно дело. След оправдаването на Кесяков, той отново се качва на кметското кресло..